# آسيريخي
آسيريخي (بالإسبانية: Aserejé)‏ أو أغنية ذا كيتشاب (آسيريخي) (بالإنجليزية: The Ketchup Song (Aserejé))‏؛ أغنية منفردة باللغة الإسبانية، لفرقة البوب الأندلسية-الإسبانية لاس كيتشاب، صدرت في 10 يونيو 2002، ثمَّ ضُمّت لاحقًا لألبوم إيخاس دل توماتي الذي صدر في 30 يوليو من نفس العام. حقّقت الأغنية نجاحًا عالميًا عظيمًا، وانتشرت في سائر دول العالم وتصدّرت الأغاني في أغلب الدول الأوروبية إضافة إلى أستراليا ونيوزيلندا، وبيع منها - لوحدها - سبعة ملايين نسخة، ما جعلها تدخل قائمة الأغاني الأكثر مبيعًا في التاريخ، كما ساهمت الأغنية برواج الألبوم حتى بيع منه ما يزيد على اثني عشر مليون نسخة. وقد صدرت من الأغنية نُسخًا عدة، واحدة بالبرتغالية، كما صُوّرت أكثر من مرة على طريقة الفيديو كليب، وكانت سببًا في شهرة الفرقة على نطاق العالم.

## وصلات خارجية
- أغنية لاسيريخي على يوتيوب (نسخة أولى)
- أغنية لاسيريخي على يوتيوب (نسخة ثانية)